# Gerhard Kowalewski
Gerhard Kowalewski (27 marzo 1876 – 21 febbraio 1950) è stato un matematico tedesco, membro del partito nazista, noto per aver introdotto la notazione delle matrici.